# Guatteria anomala
Guatteria anomala là một loài thực vật thuộc họ Annonaceae. Loài này có ở El Salvador, Guatemala, và México. Chúng hiện đang bị đe dọa vì mất môi trường sống.